# Mai Hagiwara
Mai Hagiwara (萩原 舞 Hagiwara Mai?, 7 de febrero de 1996, Prefectura de Saitama, Japón) Es una diseñadora de indumentaria japonesa y ex idol de Hello! Project como miembro de ℃-ute. Se unió a Hello! Project Kids en 2002 a través de la audición y luego fue puesta en ℃-ute en 2005. Hagiwara también participó en la unit Kira☆Pika junto con la miembro de Morning Musume, Koharu Kusumi. Hagiwara decidió retirarse de la industria del entretenimiento para estudiar inglés en el extranjero en Nueva Zelanda luego de la disolución de ℃-ute el 12 de junio de 2017.

## Carrera

### 2002-2005
En 2002, Hagiwara hizo una audición para Hello! Project Kids con la canción "Te wo Nigitte Arukitai" de Maki Goto. Su cinta de audición fue transmitida en el programa Hello! Morning de Morning Musume. Fue colocada en el grupo con 14 chicas más. Hizo su primera aparición en la película de 2002 Minimoni the Movie Okashi na Daibouken!. Más tarde, en 2004, participó en la canción "All for One & One for All!", un sencillo de colaboración lanzado por entonces todos los artistas de Hello! Project bajo el nombre "H.P All Stars".

### 2005-2015: ℃-ute, Kira☆Pika, y éxito general
En 2004, Berryz Kobo fue creado con la intención de rotar a todos los miembros de Hello! Project Kids para hacer tiempo para ir a la escuela, pero la idea fue descartada más tarde, y las chicas restantes que no fueron elegidas fueron rebautizadas con el nombre de ℃-ute el 11 de junio de 2005.
Además de las actividades de Cute, Hagiwara se aventuró brevemente en la actuación de voz e interpretó a Hikaru Mizuki en el anime Kirarin Revolution de junio a septiembre de 2007. Como parte del programa, se convirtió en parte del subgrupo Kira☆Pika con Koharu Kusumi de Morning Musume y lanzó su único sencillo, "Hana o Puun / Futari wa NS" el 1 de agosto de 2007. Hizo apariciones en televisión y en conciertos retratando a Hikaru en la vida real y apareció como invitada especial durante el concierto final de Kirarin Revolution en Nakano Sun Plaza el 4 de mayo de 2009. En 2012, Hagiwara lanzó su primer sencillo en DVD en solitario "Yuke! Genki-kun". En 2013, Hagiwara se convirtió en parte del subgrupo HI-FIN para el SATOUMI Movement. Hi-Fin lanzó la canción "Kaigan Seisou Danshi" el 7 de agosto de 2013 en un álbum recopilatorio con otros artistas del SATOUMI Movement.

### 2016-2017: La disolución de ℃-ute
En agosto de 2016, ℃-ute anunció planes para disolverse en junio de 2017, citando el interés en diferentes trayectorias profesionales como su razón. Hagiwara decidió retirarse del entretenimiento después de la disolución para estudiar inglés en el extranjero en Nueva Zelanda. En 2018, Hagiwara produjo la marca de ropa With Mii.

## Vida personal
Hagiwara tiene una hermana mayor que audicionó para Hello! Project Kids junto a Mai, pero no pasó. También tiene un perro llamado Chip-kun. El 3 de octubre de 2016, la abuela de Hagiwara falleció. Hagiwara sobre todo se lleva bien con los otros miembros ℃-ute y Aika Mitsui.

## Discografía
| Título | Yeart | Álbum |                                   |      |                                         |
| ------ | ----- | ----- | --------------------------------- | ---- | --------------------------------------- |
| Título | Yeart | Álbum | "Yuke! Genki-kun" (行け！元気君?) | 2012 | Dai Nana Shou "Utsukushikutte Gomen ne" |

## Filmografía

### Televisión
| Año       | Título               | Rol           | Canal    |
| --------- | -------------------- | ------------- | -------- |
| 2002–2007 | Hello! Morning       | Sí misma      | TV Tokyo |
| 2002–2004 | Hello Kids           | Sí misma      | TV Tokyo |
| 2005      | Musume Document 2005 | Sí misma      | TV Tokyo |
| 2005–2006 | Musume Dokyu!        | Sí misma      | TV Tokyo |
| 2006      | Sento no Musume?!    | Sí misma      | MBS TV   |
| 2007–2008 | Haromoni             | Sí misma      | TV Tokyo |
| 2007      | Kirarin Revolution   | Hikaru Mizuki | TV Tokyo |
| 2008      | Berikyuu!            | Ella misma    | TV Tokyo |
| 2008      | Yorosen!             | Ella misma    | TV Tokyo |
| 2009      | Bijo Houdan          | Ella misma    | TV Tokyo |
| 2010      | Bijo Gaku            | Ella misma    | TV Tokyo |
| 2011–2012 | Hello Pro! Time      | Ella misma    | TV Tokyo |
| 2012      | Sūgaku Joshi Gakuen  | Yuko Yotsuya  | NTV      |
| 2012–2013 | Hello! Satoyama Life | Sí misma      | TV Tokyo |
| 2014–2017 | The Girls Live       | Sí misma      | TV Tokyo |

### Teatro
| Year | Title              |
| ---- | ------------------ |
| 2004 | Here's Love        |
| 2007 | Neruko wa Cute     |
| 2008 | Keitai Shōsetsuka  |
| 2009 | Ataru mo Hakke!?   |
| 2010 | Akuma no Tsubuyaki |
| 2011 | Sengoku Jietai     |
| 2012 | Stronger           |
| 2012 | Cat's Eye          |
| 2013 | Sakura no Hanataba |